# Nunta de piatră
Nunta de piatră este un film românesc din 1973 regizat de Mircea Veroiu și Dan Pița, cel mai important film al cuplului.
Nunta de piatră este format din două mediu-metraje, „Fefeleaga”  și „Ca la nuntă”. Acțiunea filmului se petrece în Roșia Montană la începutul anilor 1900.
Mediu-metrajul „Fefeleaga” (Mircea Veroiu), după povestirea omonimă de Ion Agârbiceanu surprinde prin sobrietate și prin esențializare, fiind distins (împreună cu „La o nuntă”, semnat de Dan Pița) cu „Diploma de onoare” la Festivalul internațional al filmului, Cannes, 1972 și cu premiu Oscar-ex aequo la Festivalul filmului pentru artă cinematografică, Ciudad de Panama, („Cea mai bună imagine”, Iosif Demian și „Cel mai bun rol secundar feminin”, Leopoldina Bălănuță).
„Fefeleaga” este un film sobru, expresiv, ce demonstrează capacitatea de esențializare și deschidere spre universalitate cu respectarea culorii locale. Femeia, zilnic urcând și coborând muntele abrupt și stâncos, făcând parcă împreună cu mârțoaga o unică ființă a suferinței. 
Cu o culoare locală exemplară – universul țărănesc, tradițional, filmul se deschide cu generozitate universalității prin exprimare și prin valoarea lui estetică. Ca urmare ambele mediu-metraje au fost achiziționate de Muzeul de Artă Modernă din New York.
Prin acest film Mircea Veroiu se definește ca fiind un regizor care crede în puterea imaginii, avându-i la imagine pe Iosif Demian și la montaj pe Dan Naum, ne propune aici un realism simbolic, de dimensiuni mitice, deși conține elemente de suprarealism.
Mediu-metrajul „Ca la nuntă”, după povestirea cu același nume a lui Ion Agârbiceanu, reprezintă debutul regizorului Dan Pița în filmul de ficțiune. 
Ca stil, constituie împreună cu mediu-metrajul lui Mircea Veroiu, „Fefeleaga”, o unitate ușor contrastantă. Dacă universul uman este identic, acela al unei ruralități tradiționale – la Dan Pița adusă mai spre vremurile noastre –, aici tragicul se exprimă prin umor și ironie. Pretextul filmului este o nuntă, taina nunții fiind tratată în ton grotesc, prin incompatibilitatea mirilor. 
Filmul ne propune o incursiune în aspectele stranii, misterioase, inefabile, ale vieții, ale lumii, o constantă a filmelor lui Dan Pița. Deznodământul, cu aspect deopotrivă fericit și nefericit, este pregătit minuțios, gradat, printr-un limbaj al înțelegerii din priviri, din gesturi. Deși ceremonialul religios al cununiei nu apare, ci numai aspectul lui lumesc.
O altă constantă a poeticii lui Dan Pița este destrămarea falselor mituri, cu ajutorul umorului și ironiei. Și Dan Pița practică un stil îngrijit, și el folosește o simbolistică foarte variată și bogată.
Sunetul și tăcerea joacă un rol important în acest film întrucât ajută la redarea stărilor de tensiune, tristețe, deznădejde pe care personajele le trăiesc pe parcursul filmului. De sunet s-a ocupat Georghe Marai, iar muzica este de Dorin Liviu Zaharia și Dan Andrei Aldea.

## Distribuție
Roluri principale:
- Leopoldina Bălănuță – Fefeleaga (segmentul „Fefeleaga”)
- Eliza Petrăchescu – Cârciumăreasa (segmentul „Fefeleaga”)
- Nina Doniga – Păunița (segmentul „Fefeleaga”)
- Adrian Georgescu – (segmentul „Fefeleaga”)
- Mircea Diaconu – dezertorul (segmentul „La o nuntă”)
- Radu Boruzescu – Ceterașul (segmentul „La o nuntă”)
- Petrică Gheorghiu – Tatăl (segmentul „La o nuntă”) (ca Petre Gheorghiu)
- Ursula Nussbacher – Mireasa (segmentul „La o nuntă”)
- George Calboreanu Jr. – Mirele (segmentul „La o nuntă”)

În alte roluri, în ordine alfabetică:
- Ferenc Bencze – Soțul certăreț
- Dumitru Bonciuc
- Ion Doruțiu
- Nicolae Iordache
- Cornel Ispas
- Elisabeta Jar – Soția certăreață
- Nicolae Radulescu
- Victoria Stürmer
- Dorin Liviu Zaharia – Om cu gramofon